# Liste des évêques et archevêques de N'Djaména
Pour un article plus général, voir Archidiocèse de N'Djaména.
L’archevêque de N’Djaména est à la tête du diocèse de N’Djaména, au Tchad.
La préfecture apostolique de Fort-Lamy fut érigée le 9 janvier 1947. Elle fut élevée au rang de diocèse le 14 décembre 1965 puis d’archidiocèse métropolitain le 22 décembre 1961 avant que ce dernier ne soit renommé archidiocèse de N’Djaména le 15 octobre 1973. La création de circonscription ecclésiastiques a plusieurs fois réduit son territoire.

## Préfet apostolique
- 25 avril 1947]-1955 : Joseph du Bouchet

## Évêque
- 24 décembre 1957-22 décembre 1961 : Paul Dalmais

## Archevêques
- 22 décembre 1961-6 mars 1980 : Paul Dalmais, promu archevêque.
- 23 mai 1981-31 juillet 2003 : Charles Vandame
- 31 juillet 2003-19 novembre 2013 : Matthias N'Gartéri Mayadi
- depuis le 20 août 2016 : Edmond Djitangar